# 宮本忠長

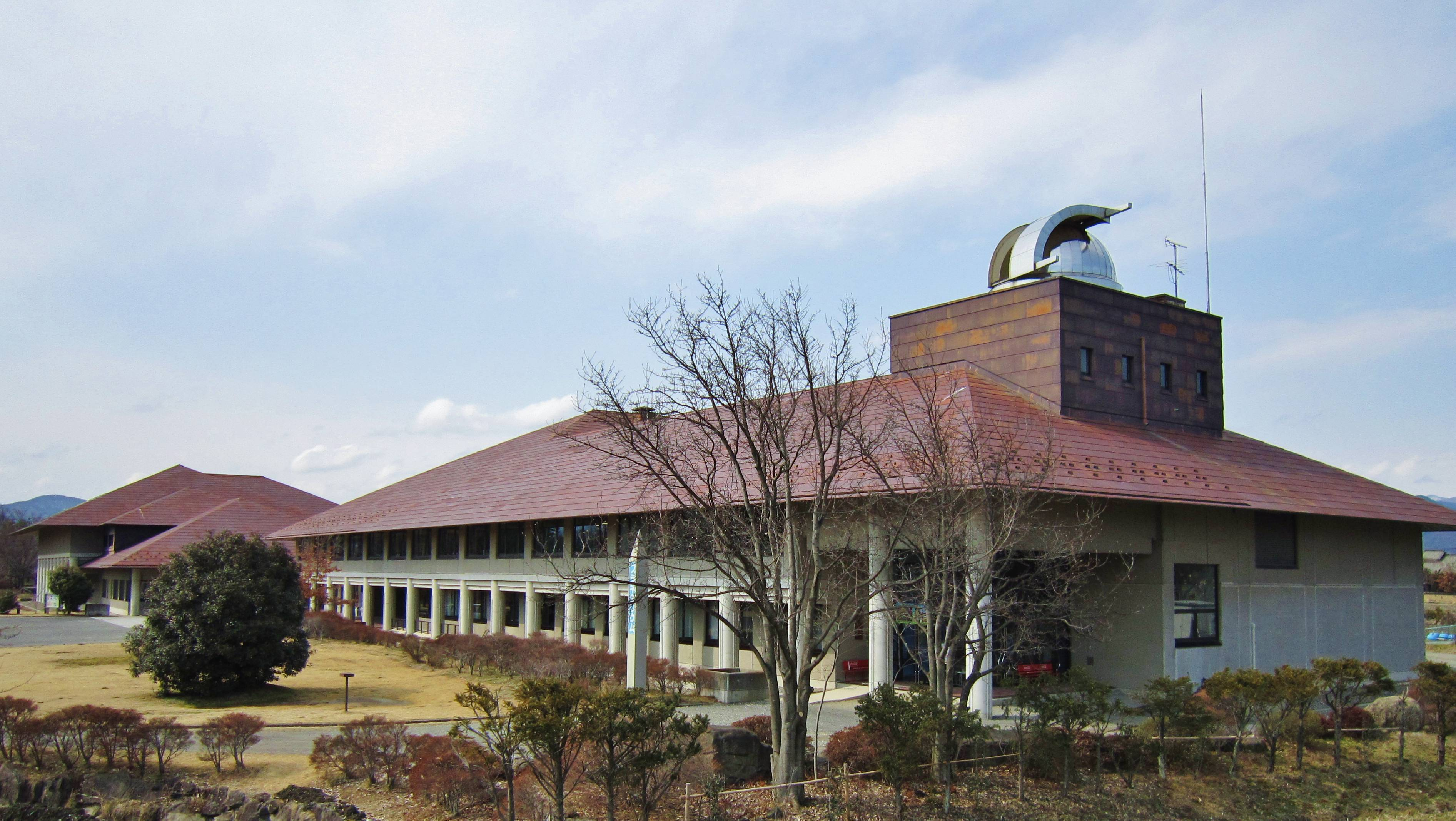
長野市立博物館

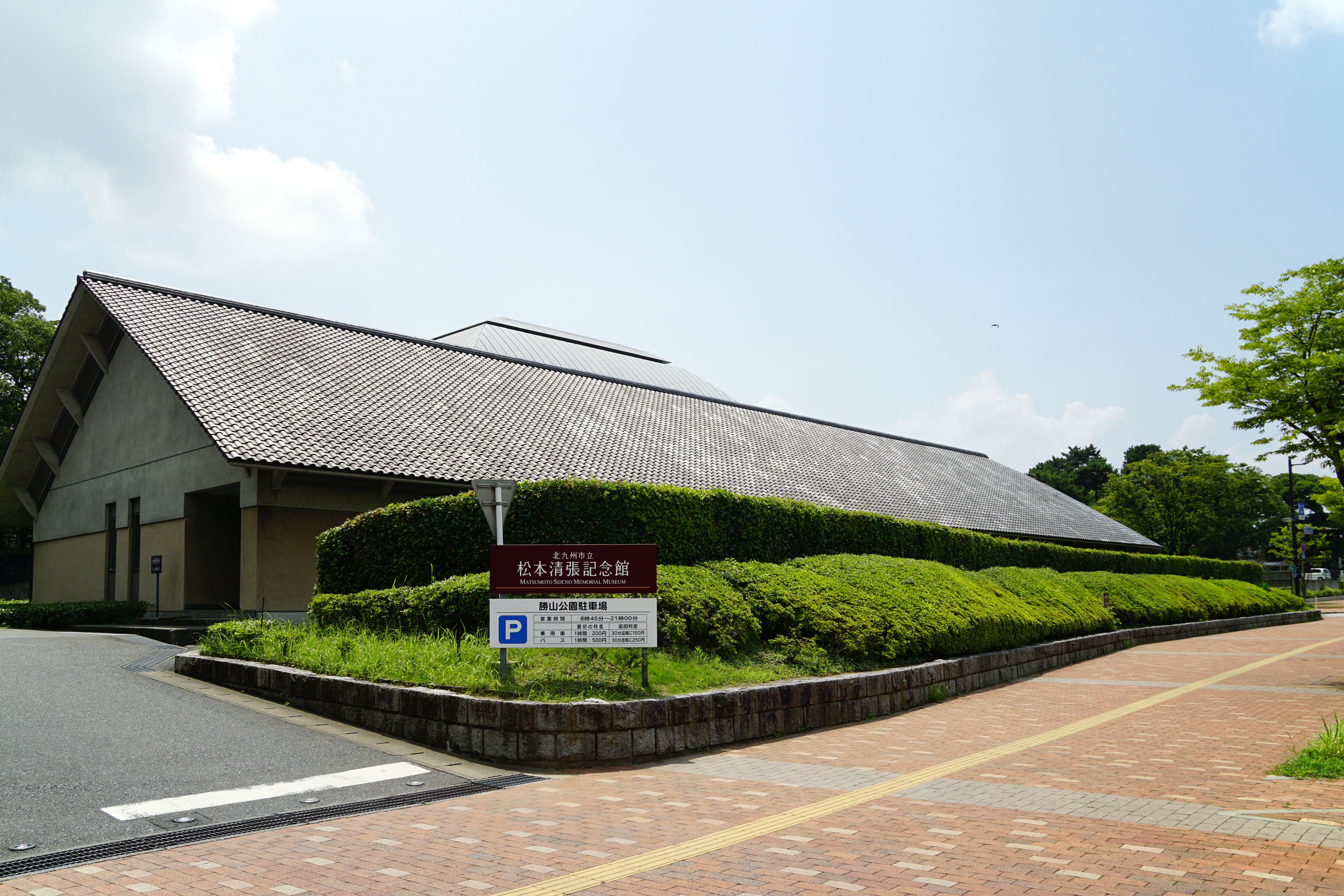
北九州市立松本清張記念館

宮本 忠長（みやもと ただなが、1927年10月1日 - 2016年2月25日）は、日本の建築家。

## 来歴・人物
長野県須坂市生まれ。1951年に早稲田大学理工学部建築学科を卒業し、佐藤武夫建築事務所に勤務した。1964年に郷里に戻り、1966年に宮本忠長建築設計事務所を設立した。その後、長野県建築士会会長、日本建築士会連合会会長、国土交通省中央建築士審査会委員、長野市都市景観賞審査委員等を歴任した。2016年2月25日に胆管腫瘍のため死去。

## 主な作品
- 長野県自治会館
- 長野県長野西高等学校
- 長野市役所
- 北斎館
- 緑艸舎
- 高山村歴史民俗資料館
- 高山村役場庁舎
- 大桑村歴史民俗資料館
- 小布施町並修景計画（第12回吉田五十八賞、第32回毎日芸術賞受賞）
- 長野市立博物館（昭和56年度日本建築学会賞受賞、公共建築百選）
- 飯山市伝統産業会館・中央公民館
- 信州高遠美術館（第6回公共建築優秀賞受賞）
- 島根県津和野町森鷗外記念館
- 北九州市立松本清張記念館（第41回BCS賞受賞）
- 松本市美術館（第44回BCS賞、第60回日本芸術院賞受賞）
- すずむし荘
- 広島銀行迎賓館 騰々亭
- 上越市小林古径邸復元事業

## 受賞歴
| 2025年 | 山形村防災交流施設建設工事基本設計業務に係るプロポーザル（指名型） 最適候補者                              |
| 2024年 | 坂城町新複合施設 基本設計業務委託指名型プロポーザル 最優秀提案者                                           |
| 2024年 | 東部地区小学校給食センター建設基本設計業務委託公募型プロポーザル                                           |
| 2023年 | 高森町新福祉センター（仮称）基本設計業務公募型プロポーザル                                                 |
| 2023年 | 栄村統合小中学校整備基本計画策定支援業務プロポーザル 最優秀提案者                                          |
| 2022年 | 山ノ内町統合小学校整備計画策定支援業務委託に係るプロポーザル 最優秀賞                                      |
| 2021年 | 伊勢崎市新保健センター・子育て世代包括支援センター建設基本・実施設計及び工事監理業務公募型プロポーザル     |
| 2021年 | 飯山市城北中学校区統合小学校基本設計委託に係る公募型プロポーザル 最優秀賞                                  |
| 2021年 | 信州大学(教育学部)屋内運動場新営設計業務プロポーザル 最優秀賞                                              |
| 2020年 | 上田警察署西内駐在所建設工事設計業務プロポーザル 最優秀賞                                                  |
| 2020年 | 中野市市民会館リノベーションン設計業務委託に係る公募型プロポーザル 最優秀賞                                |
| 2019年 | 小諸市新保育園基本設計等業務委託 公募型プロポーザル 最優秀賞                                               |
| 2018年 | 中野市豊田小学校及び豊田中学校整備工事設計業務 公募型プロポーザル 最優秀賞                                 |
| 2018年 | 中津川市坂本こども園建築設計業務 公募型プロポーザル 最優秀賞                                               |
| 2017年 | 木島平村新庁舎整備事業設計プロポーザル 最優秀賞                                                            |
| 2016年 | 県立武道館施設整備事業設計プロポーザル 最優秀賞                                                            |
| 2016年 | 海保大国際交流センター設計業務 簡易公募型プロポーザル 最優秀賞                                             |
| 2016年 | 北部地域拠点施設基本設計業務 公募型プロポーザル 最優秀賞                                                   |
| 2015年 | 朝日村新庁舎建設設計プロポーザル 最優秀賞                                                                  |
| 2014年 | 平成25年度 町単 軽井沢直売所基本設計プロポーザル 最優秀賞                                                  |
| 2013年 | (学)聖啓学園 佐久長聖高校 設計プロポーザル 最優秀賞                                                        |
| 2012年 | キトラ古墳周辺地区(仮称)体験学習館建築施設実施設計業務(簡易プロポーザル)最優秀賞                           |
| 2011年 | 山ノ内消防署改築工事設計業務プロポーザル 最優秀賞                                                          |
| 2011年 | キトラ古墳周辺地区(仮称)体験学習館建築施設設計業務プロポーザル 最優秀賞                                    |
| 2009年 | 高森町立高森中学校改築設計監理委託事業プロポーザル 最優秀賞                                                |
| 2009年 | 特別養護老人ホーム高瀬荘移転改築プロポーザル 最優秀賞                                                      |
| 2008年 | 平成20年度まちづくり給付金事業中軽井沢駅周辺地区整備基本設計プロポーザル業務委託 最優秀賞                  |
| 2008年 | JA長野厚生連 鹿教湯三才山リハビリテーションセンター介護療養型老人保健施設新築工事に係る設計コンペ 最優秀賞 |
| 2007年 | 長野県警察学校射撃場その他設計業務 簡易公募型プロポーザル 最優秀賞                                         |
| 2007年 | 御代田中学校校舎等改築設計プロポーザル 最優秀賞                                                            |
| 2006年 | 安曇野赤十字病院プロポーザル 最優秀賞                                                                      |
| 2006年 | 松田邸 基本設計 公募型プロポーザル 最優秀賞                                                                |
| 2005年 | 中津川市蛭子座改修工事プロポーザル 最優秀賞                                                                |
| 2002年 | 「島根県古代文化センター」公募型設計競技 最優秀賞                                                          |
| 2000年 | 「一茶記念館」指名設計競技 最優秀賞                                                                        |
| 1998年 | 「福島県農業総合研究センター」公募型プロポーザル 次点                                                      |
| 1998年 | 「(仮称)松本市美術館」指名設計競技 最優秀賞                                                                |
| 1994年 | 「長野県自治会館」指名設計競技 最優秀賞                                                                    |
| 1993年 | 「国民宿舎九十九里センター」指名設計競技 最優秀賞                                                          |
| 1990年 | 「信州高遠美術館」指名設計競技 最優秀賞                                                                    |
| 1988年 | 「中野市文化公園(昆虫館・温室)」指名設計競技 最優秀賞                                                      |
| 1985年 | 「臼田町立臼田学園」指名設計競技 最優秀賞                                                                  |
| 1984年 | 「信濃町総合体育館」指名設計競技 最優秀賞                                                                  |
| 1984年 | 「信州新町老人福祉センター」指名設計競技 最優秀賞                                                          |
| 1983年 | 「松川村立松川小学校体育館」指名設計競技 最優秀賞                                                          |
| 1983年 | 「小諸市文化会館」指名設計競技 最優秀賞                                                                    |
| 1982年 | 「野尻湖博物館」指名設計競技 最優秀賞                                                                      |
| 1982年 | 「和田村役場庁舎」指名設計競技 最優秀賞                                                                    |
| 1979年 | 「長野市立博物館」指名設計競技 最優秀賞                                                                    |
| 1950年 | 第16回新制作協会入選「村長さんの住まい(雪国の住宅)」                                                       |